# Chicago Blackhawks
Chicago Blackhawks (ortografiată Black Hawks până în 1986 și cunoscută sub numele colocvial de Hawks) este o echipă profesionistă americană de hochei pe gheață cu sediul în Chicago, Illinois și face parte din Divizia Centrală a Conferinței de Vest din NHL. A câștigat de șase ori Cupa Stanley de la înființarea sa în 1926. Este una dintre cele „Șase echipe originale” din NHL, alături de Detroit Red Wings, Montreal Canadiens, Toronto Maple Leafs, Boston Bruins și New York Rangers. Din 1995, echipa își dispută meciurile de pe teren propriu la United Center, stadion pe care îl împarte cu Chicago Bulls din National Basketball Association; ambele echipe jucau înainte pe Chicago Stadium, acum demolat.
Proprietarul inițial al lui Blackhawks a fost Frederic McLaughlin, un proprietar „practicant” care a concediat mulți antrenori în perioada cât a deținut echipa și a condus-o la câștigarea a două titluri Cupa Stanley în 1934 și, respectiv, 1938. După moartea lui McLaughlin, în 1944, echipa a intrat în proprietatea familiei Norris, care a acționat ca proprietar în calitate de proprietar al stadionului din Chicago și care deținea, de asemenea, participații la mai multe echipe din NHL. La început, proprietatea Norris a fost ca parte a unui consorțiu condus de Bill Tobin, director pe o perioadă lungă, iar echipa a fost tot timpul în umbra echipei Detroit Red Wings, deținută de Norris. După ce seniorul James E. Norris a murit în 1952, activele acestuia au fost împărțite între membrii familiei, iar James D. Norris a devenit proprietarul echipei Blackhawks. Tânărul Norris a manifestat un interes activ pentru echipă, care a câștigat o altă Cupă Stanley în 1961. După ce James D. Norris a murit în 1966, familia Wirtz a devenit proprietara francizei. În 2007, echipa a intrat sub controlul lui Rocky Wirtz, căruia i se atribuie meritul de a fi redresat clubul, care pierduse interesul fanilor și competitivitatea; sub conducerea lui Wirtz, Blackhawks a câștigat Cupa Stanley de trei ori, în 2010, 2013 și 2015.